# 谷前堡镇
谷前堡镇，是中华人民共和国山西省大同市天镇县下辖的一个乡镇级行政单位。

## 行政区划
谷前堡镇下辖以下地区：
谷前堡社区、谷前堡村、谷后堡村、张家庄村、袁才庄村、白羊口村、榆林口村、水磨口村、水桶寺村、沙屯堡村、马圈痒村、东马坊村、十里铺村和一畔庄村。

## 交通
- 京包铁路：天镇站